# 절대쌍교
《절대쌍교》(중국어: 絶代雙驕)는 1966년에 출간된 동명의 소설을 원작으로 1992년 개봉한 홍콩 무협 영화이다.

## 출연
- 유덕화 - 행운아
- 임청하 - 화무결
- 오진우 - 강옥량

## 한국판 성우진(KBS) (1996년 12월 21일)
- 홍시호 - 행운아(유덕화)
- 권희덕 - 화무결(임청하)
- 김준 - 강옥량(오진우)
- 김태연 - 강별악(장국주)
- 임수아 - 해운아의 양아머니(엽덕한)
- 탁원제 - 쌍존(오요한)
- 이종구 - 강옥량의 사승(풍극안)
- 유제상 - 쌍존(왕청)
- 강구한 - 행운아의 양아버지(오맹달) / 행운아의 친아버지(묘교위)
- 함수정 - 이화공주(장민)
- 김창주 - 심판(량계지)
- 박상훈 - 무림대회 참가자(소전용) / 손님(왕우)
- 김순영 - 무림대회 참가자(원영희) / 화무결의 하녀
- 배정미 - 여왕(고미화) / 화무결의 하녀